# Покровка (Мамлютський район)
Покро́вка (каз. Покровка) — село у складі Мамлютського району Північноказахстанської області Казахстану. Адміністративний центр Приміського сільського округу.
Населення — 952 особи (2021; 1002 у 2009, 1093 у 1999, 1171 у 1989).
Національний склад станом на 1989 рік:
- росіяни — 55 %.